# The Oppressed
The Oppressed fou una banda gal·lesa de música oi!, formada l'any 1981 a Cardiff. La majoria dels músics de la banda són skinheads. La banda, al llarg de la seva carrera, ha manifestat obertament els seus posicionaments antiracistes i antifeixistes en les lletres de les cançons, entrevistes i declaracions a dalt de l'escenari.
El 1989 el cantant Roddy Moreno va visitar Nova York i va entrar en contacte amb el moviment Skinheads Against Racial Prejudice (SHARP). A la seva tornada al Regne Unit va començar a difondre les idees SHARP entre els skinheads britànics. El grup establí també vincles amb altres grups antifeixistes, com ara Anti-Fascist Action. Moreno és seguidor del Cardiff City Football Club, fet que s'expressa en algunes de les cançons del grup.

## Discografia

### EP
- Never Say Die (1983)[3]
- Victims / Work Together (1983)
- Fuck Fascism (1995)
- 5-4-3-2-1 (1996)
- They Think Its All Over...It Is Now (1996)
- Anti-Fascist Oi! (1996)
- Best of The Oppressed Bonus 7 Inch (1996)
- The Richard Allen Tribute Single (1997)
- Strength In Unity (1997, disc compartit amb Impact)
- The Noise (1997)
- Oppressed / Fatskins (1998)
- Out on The Streets Again (1999, disc compartit amb Cock Sparrer)
- Heavyweight Oi! Championshop of the World (disc compartit amb Klasse Kriminale)
- Insurgence (2005)
- Football Violence (2008)
- 7er Jungs / The Oppressed (2010)
- Antifa Hooligans (2011)
- S.H.A.R.P. as a Razor (2011, disc compartit amb The D Teez, The Bois)
- 2 Generations - 1 Message (2013, disc compartit amb Wasted Youth)
- Blue Army (2013)

### LP
- Oi!Oi! Music (1984)
- Fatal Blow (1985)
- Dead & Buried (1988)
- Dead & Buried / Fatal Blow (1996)
- The Best of The Oppressed (1996)
- Music For Hooligans (1996)
- We Can Do Anything (1996)
- Live (Llanrumney Youth Club 1984) (1997)
- More Noize For The Boys (1998)
- Totally Oppressed (1999)
- Oi Singles & Rarities (2001)
- Skinhead Times 1982-1998 (2005)
- Won't Say Sorry - The Complete Cover Story (2005)